# Nullosetigeridae
Nullosetigeridae é uma família de copépodes pertencentes à ordem Calanoida.
Género:
- Nullosetigera Soh, Ohtsuka, Imabayashi & Suh, 1999